# Medium Mark D
Medium Mark D je bil tank britanske vojske. To je bil zadnji britanski tank prve svetovne vojne.

## Zgodovina tanka
Projekt konstrukcije tanka se je začel oktobra leta 1918 in se končal tik pred koncem prve svetovne vojne. S koncem vojne se je proizvodnja vseh tankov končala. Tako je bilo tudi s tankom Medium Mark D. Narejen je bil le en tank leta 1920 za testiranje. Nekaj časa so ga videli kot britanski tank, ki bo igral veliko vlogo v povojnem obdobju. Vendar je bil zaradi veliko mehaničnih okvar projekt kmalu dokončno ukinjen. Pri gradnji nekaterih tankov po vojni so se zgledovali po Medium Mark D.